# 542
542 (DXLII) je bilo navadno leto, ki se je po julijanskem koledarju začelo na sredo.

## Dogodki
- 1. januar

## Smrti
- Vitigez, kralj Ostrogotov (* okoli 500)